# Roget’s Thesaurus
Roget’s Thesaurus, pełny tytuł: Dr Roget’s Thesaurus of English Words and Phrases classified and arranged to facilitate the Expression of Ideas and assist in Literary Composition – słownik języka angielskiego opracowany przez Petera Marka Rogeta, sporządzony na zasadzie grupowania synonimów, opublikowany po raz pierwszy w 1852 r. i ze zmianami publikowany aż do dziś. Jest pierwszym słownikiem, który obejmuje sieć semantyczną całego języka. 

## Historia
Pierwsze wydanie słownika ukazało się w nakładzie 1000 egzemplarzy i okazało się sukcesem; za życia autora wyszło 28 wydań tezaurusa. Roget pracował nad poprawkami do słownika aż do samej śmierci w 1869 roku. Dalsze prace nad słownikiem, jak i jego wydaniem, wykonywali jego syn i wnuk, a w 1953 r. został on sprzedany Longmanowi.

## Idea i sposób prezentacji słownictwa
Słownik Rogeta był pierwszym nowoczesnym tezaurusem, w którym słowa są przedstawione odbiorcy nie w kolejności alfabetycznej, a tematycznej. W pierwszym wydaniu Roget’s Thesaurus słowa zostały podzielone na sześć podstawowych grup: pojęcia abstrakcyjne, kosmos, świat materialny, intelekt, wola i moralność. Każda kategoria zawiera podzbiory, które składają się na 1000 kategorii semantycznych. Założeniem autora słownika było przedstawienie i uporządkowanie słownictwa nie według sztucznych kategorii, a idei, jaką wyraża. Roget przyjął podział podobny, jak w klasyfikacji botanicznej i zoologicznej. Uważał on, że przyjęty model jest intuicyjny, mimo to zaopatrzył swój leksykon w krótki indeks alfabetyczny. Dopiero jego syn John Lewis Roget rozwinął indeks jako jedną z zasadniczych części słownika. W obecnych wydaniach spis alfabetyczny zajmuje tyle samo miejsca, ile klasyfikacja tematyczna.

## Ograniczenia tezaurusa
Tezaurus Rogeta nie zawiera definicji słów. Nie klasyfikuje on również słów pod względem stylistycznym poszczególnych leksemów, ponadto ograniczony jest do najczęściej pojawiających się leksemów